# Podium
Podium Fabricius, 1804 è un genere di insetti apoidei appartenente alla famiglia Sphecidae.

## Tassonomia
Il genere è formato da 23 specie:
- Podium agile Kohl, 1902
- Podium angustifrons Kohl, 1902
- Podium aureosericeum Kohl, 1902
- Podium batesianum W. Schulz , 1904
- Podium bugabense Cameron, 1888
- Podium chalybaeum Kohl, 1902
- Podium denticulatum F. Smith, 1856
- Podium eurycephalum Ohl, 1996
- Podium foxii Kohl, 1902
- Podium friesei Kohl, 1902
- Podium fulvipes Cresson, 1865
- Podium fumigatum (Perty, 1833)
- Podium intermissum Kohl, 1902
- Podium iridescens Kohl, 1902
- Podium kohlii Zavattari, 1908
- Podium krombeini Bohart and Menke, 1963
- Podium luctuosum F. Smith, 1856
- Podium opalinum F. Smith, 1856
- Podium plesiosaurus F. Smith, 1873
- Podium rufipes Fabricius, 1804
- Podium sexdentatum Taschenberg, 1869
- Podium tau (Dalla Torre, 1897)
- Podium trigonopsoides Menke, 1974